# دوبوز
دوبوز (به مجاری:  Doboz) یک منطقهٔ مسکونی در مجارستان است که در ناحیه بِکِش‌چابا واقع شده‌است. دوبوز ۵۴٫۴۷ کیلومتر مربع مساحت و ۴٬۰۸۴ نفر جمعیت دارد.